# John Darker
John Darker (vers 1722 - 8 février 1784) est un marchand et homme politique britannique qui siège à la Chambre des communes entre 1776 et 1784.

## Biographie
Darker est le fils de John Darker et est né à Stoughton, Leicestershire. Son père est en affaires en tant que marchand de houblon à Clerkenwell en 1749. Darker lui-même rejoint l'entreprise peu de temps après et succède à son père en 1759. Il reste en affaires jusqu'en 1773 environ et fait fortune en acquérant des propriétés à Gayton, dans le Northamptonshire et dans le Leicestershire. En 1760, il est nommé trésorier du St Bartholomew's Hospital . Il épouse Mary Parker, fille de John Parker de Retford, Nottinghamshire.
En 1766, Darker est élu député de Leicester sous le patronage de la société lors d'une élection partielle contestée. Aux élections générales de 1768, il se présente à nouveau à Leicester en tant que candidat de lacorporation, mais est battu lors d'une compétition féroce.
Il devient membre de la Royal Society le 5 mai 1768  et membre de la Society of Antiquaries of London en 1766.
Aux élections générales de 1774, il est réélu sans opposition pour Leicester sur un compromis entre la corporation et les indépendants. Il est de nouveau élu sans opposition en 1780. Bien qu'il n'ait été enregistré qu'une seule fois à la Chambre, il est très actif dans tous les comités parlementaires liés aux échanges et au commerce.
Darker meurt le 8 février 1784  et est inhumé dans l'église Saint-Barthélemy-the-Less. Il laisse deux filles, Sarah Johanna qui épouse George Shuckburgh-Evelyn et Elizabeth qui épouse Joseph Nash de Londres, puis Edward Loveden Loveden.